# رائول فالین
رائول فالین (انگلیسی: Raoul Fahlin؛ زادهٔ ۱۳ اکتبر ۱۹۶۶) دوچرخه‌سوار اهل سوئد است.